# Anna Musci
Anna Musci (Bisceglie, 16 giugno 2004) è una pesista italiana.

## Progressione

### Getto del peso
| Stagione | Misura     | Luogo    | Data      | Rank. Mond. |
| -------- | ---------- | -------- | --------- | ----------- |
| 2024     | 15,79 m(i) | Ancona   | 28-1-2024 |             |
| 2023     | 15,89 m    | Grosseto | 22-7-2023 |             |
| 2022     | 15,59 m(i) | Ancona   | 6-2-2022  |             |
| 2021     | 14,95 m(i) | Ancona   | 21-2-2021 |             |
| 2020     | 13,64 m    | Molfetta | 1-8-2020  |             |

## Palmarès
| Anno | Manifestazione   | Sede        | Evento         | Risultato      | Prestazione | Note  |
| ---- | ---------------- | ----------- | -------------- | -------------- | ----------- | ----- |
| 2012 | Europei U20      | Tallinn     | Getto del peso | 10ª            | 13,99 m     |       |
| 2022 | Mondiali U20     | Cali        | Getto del peso | Qualificazioni | 13,10 m     | [ 1 ] |
| 2022 | Mediterraneo U23 | Pescara     | Getto del peso | Oro            | 15,52 m     | [ 2 ] |
| 2023 | Europei U20      | Gerusalemme | Getto del peso | 12ª            | 13,29 m     | [ 3 ] |

## Campionati nazionali
- 1 volta campionessa assoluta indoor del getto del peso (2023)
- 1 volta campionessa assoluta del getto del peso (2024)
- 1 volta campionessa promesse indoor del getto del peso (2024)
- 2 volte campionessa juniores indoor del getto del peso (2022, 2023)
- 2 volta campionessa juniores del getto del peso (2022, 2023)
- 1 volta campionessa allieve indoor del getto del peso (2021)

2020
- Argento ai campionati italiani allievi indoor, (Ancona), getto del peso (peso di 3 kg) - 15,17 m
- 11ª ai campionati italiani assoluti (Padova), getto del peso - 13,12 m
- Argento ai campionati italiani allievi (Rieti), getto del peso - 14,51 m
- 8ª ai campionati italiani allievi (Rieti), lancio del disco - 35,81 m

2021
- Oro ai campionati italiani allievi indoor, (Ancona), getto del peso (peso di 3 kg) - 16,19 m
- Argento ai campionati italiani assoluti indoor (Ancona), getto del peso - 14,95 m
- 4ª ai campionati italiani assoluti (Rovereto), getto del peso - 14,71 m

2022
- Oro ai campionati italiani juniores indoor, (Ancona), getto del peso - 15,59 m
- Argento ai campionati italiani assoluti indoor (Ancona), getto del peso - 15,58 m
- Bronzo ai campionati italiani assoluti (Rieti), getto del peso - 14,64 m
- Oro ai campionati italiani juniores (Rieti), getto del peso - 15,40 m

2023
- Oro ai campionati italiani juniores indoor, (Ancona), getto del peso - 15,28 m
- Argento ai campionati italiani assoluti indoor (Ancona), getto del peso - 15,74 m
- Oro ai campionati italiani juniores (Grosseto), getto del peso - 15,89 m
- Oro ai campionati italiani assoluti (Molfetta), getto del peso - 15,74 m

2024
- Oro ai campionati italiani promesse indoor, (Ancona), getto del peso - 15,79 m
- Oro ai campionati italiani assoluti indoor (Ancona), getto del peso - 15,10 m

2025
- Argento ai campionati italiani assoluti indoor (Ancona), getto del peso - 16,11 m

## Altre competizioni internazionali
2021
- 7ª in Coppa Europa di lanci ( Spalato), getto del peso U23 - 13,59 m[4]

2022
- 8ª in Coppa Europa di lanci ( Leiria), getto del peso U23 - 15,07 m[5]

2023
- 8ª in Coppa Europa di lanci ( Leiria), getto del peso U23 - 15,74 m[6]

2024
- 18ª in Coppa Europa di lanci ( Leiria), getto del peso - 15,47 m

2025
- Argento in Coppa Europa di lanci ( Nicosia), getto del peso U23 - 16,12 m